# Lithodraba
Lithodraba là chi thực vật có hoa trong họ Cải.